# جواو فيجاريو
جواو فيجاريو هو لاعب كرة قدم برتغالي في مركز نصف الجناح، ولد في 20 نوفمبر 1995 في جوندومار في البرتغال. لعب مع فيتوريا دي غيماريش.

## وصلات خارجية
- جواو فيجاريو على موقع الاتحاد الدولي (مؤرشف)  (الإنجليزية)
- جواو فيجاريو على موقع قاعدة بيانات كرة القدم.إي يو (الإنجليزية)
- جواو فيجاريو على موقع Soccerway.com (الإنجليزية)
- جواو فيجاريو على موقع AS.com (الإسبانية)